# Olef
Olef är ett vattendrag i Belgien, på gränsen till Tyskland. Det ligger i den östra delen av landet, 150 km öster om huvudstaden Bryssel.
I omgivningarna runt Olef växer i huvudsak blandskog. Runt Olef är det ganska tätbefolkat, med 155 invånare per kvadratkilometer.